# Martin Eberhard
Pour les articles homonymes, voir Eberhard.
Martin Eberhard, né le 15 mai 1960 à Berkeley (Californie), est un ingénieur américain.
Il est le cofondateur (en 2003) de Tesla, Inc. (alors Tesla Motors) avec Marc Tarpenning,,. En 2007, au moment où Tesla passe de la conception de prototypes de type sportifs à la production industrielle de véhicules électriques grand public, Elon Musk qui a pris le contrôle de l'entreprise, contraint Martin Eberhard à la démission. Celui-ci l'attaque en justice deux ans plus tard, et l’affaire est réglée à l’amiable sans que les termes ne soient divulgués, mais Musk trouve par ailleurs un compromis pour se voir accorder le titre de cofondateur de Tesla.

## Biographie

### Enfance et éducation
Eberhard naît à Kensington, un quartier de Berkeley, en Californie. Il est diplômé en 1982 d'ingénierie informatique à l'université de l'Illinois à Urbana-Champaign, et deux ans plus tard d'une maîtrise en ingénierie électrique. 

### Début de carrière
Eberhard est d'abord ingénieur en électricité pour Wyse Technology, où il conçoit le terminal ASCII WY-30. En 1987, il co-fonde Network Computing Devices, où il reste responsable de l'ingénierie jusqu'au lancement en bourse de l'entreprise en 1992,. Il se spécialise rapidement en contrôle système.
En 1996, il co-fonde NuvoMedia avec Marc Tarpenning. Ils conçoivent ensemble le Rocket eBook, la première liseuse avec gestion en ligne et sécurisée des contenus. Il reste PDG de l'entreprise jusqu'à son acquisition par Gemstar en 2000, pour 190 millions de dollars. Il estime qu'il s'agit d'une très bonne affaire, puisque la bulle Internet éclate quelques mois plus tard et n'aurait pas permis les levées de fonds nécessaires pour faire grandir l'entreprise. En même temps, il traverse un divorce.

### Fondation de Tesla Motors
Passionné de voitures de sport et inquiet de la crise climatique, Eberhard s'intéresse aux véhicules électriques, qu'il voit comme une solution viable. Il est déjà coutumier de l'importation d'accumulateurs lithium-ion, déjà nécessaire pour NuvoMedia. Il découvre un prototype de voiture de sport électrique, l'AC Propulsion tzero (en), et tente de l'acheter. Il fournit des services de consulting pour l'entreprise AC Propulsion, leur conseillant notamment de passer à des accumulateurs lithium-ion, puis tentant en vain de convaincre le fondateur Alan Cocconi de faire passer la voiture en production,. 
Face au refus catégorique de Cocconi[réf. nécessaire], Eberhard cofonde Tesla Motors avec Marc Tappening et en devient le PDG. L'entreprise est fondée à Menlo Park en juin 2003 et nommée d'après Nikola Tesla.
Les deux fondateurs remarquent que le marché de la voiture électrique n'est ni luxueux ni attrayant et se résume à des voitures pratiques comme la Prius ou des voiturettes de golf. Ils constatent que de nombreux habitants de Palo Alto possèdent une Prius écologique à côté d'une voiture de sport, dans un geste de militantisme performatif qui s'efface devant l'envie d'une voiture de luxe. Ils décident de créer une voiture de luxe électrique, qui ne serait pas vue comme un compromis entre l'écologie et la performance.
L'entreprise Tesla nécessite des fonds importants pour couvrir l'innovation technique. Or, les investisseurs se montrent peu intéressés pour un projet industriel et automobile dans la Silicon Valley. Le millionnaire Elon Musk, qui a rencontré Eberhard à la Mars Society dont ils sont tous les deux membres, injecte 5 millions de dollars dans Tesla en avril 2004, en devenant l'actionnaire majoritaire et le président non exécutif. En 2006, Tesla est très positivement mentionnée dans la presse, mais les articles n'évoquent jamais Musk, qui le prend comme une insulte.
Fin 2007, des médias rapportent qu'Eberhard ne travaille plus à la direction de l'entreprise et passe dans son advisory board,. Eberhard affirme avoir signé un accord de non-divulgation avec Tesla, mais se dit très insatisfait du licenciement de masse qui l'a touché à ce moment et le qualifie de « bain de sang caché,». Musk se retranche publiquement derrière les dépassements de coûts de la fabrication du prototype.
En juin 2009, Eberhard intente un procès à Elon Musk pour diffamation et non-respect de leur contrat. Il affirme que Musk l'a licencié, l'a critiqué publiquement et a mis en danger la santé financière de l'entreprise. En août, il abandonne le procès sans donner de raisons. En septembre 2009, Tesla confirme avoir signé un accord à l'amiable, sans dévoiler de détails supplémentaires,,, tandis qu'Eberhard affirme que la participation au capital est de moins d'1% des parts au moment de son départ et qu'il est loin d'être devenu milliardaire avec l'accord. Eberhard confirme en octobre 2019 qu'il n'a jamais vendu ses parts de l'entreprise.

### Après Tesla
En 2010, Eberhard travaille sur des projets de Volkswagen,.
En septembre 2016, il fonde inEVit, une entreprise qui vise à fournir des solutions électriques à des fabricants d'équipement d'origine,. L'entreprise SF Motors, ensuite devenue Seres, acquiert inEVit en octobre 2017, et Eberhard quitte le projet en juillet 2018.
En 2019, il fonde Tiveni, une entreprise qui vise à créer des systèmes intelligents de batteries pour véhicules électriques.

## Postérité
En 2015, il intègre le Hall of Fame des ingénieurs de l'université de l'Illinois[réf. nécessaire].